# Tatra KT8D5R.N2P
Tatra KT8D5R.N2P (także KT8D5.RN2P lub KT8D5-RN2P) – trójczłonowy, częściowo niskopodłogowy wagon tramwajowy, który powstał w wyniku modernizacji czechosłowackiego wozu Tatra KT8D5. Główną zmianą wynikającą z modernizacji jest nowy środkowy człon niskopodłogowy a także nowe wyposażenie elektryczne. Tramwaje KT8D5R.N2P są eksploatowane w Pradze i Pilźnie, modernizacje przeprowadzano od roku 2004.

## Historia
Po zakończeniu modernizacji wozów KT8D5 w Brnie i Ostrawie postanowiono o modernizacji tych wozów także w firmie, która posiadała największą ich liczbę, Dopravní podnik hlavního města Prahy (DPP). Praski tabor tramwajowy nie posiadał w roku 2004 żadnego niskopodłogowego tramwaju (oprócz czterech odstawionych tramwajów Tatra RT6N1). Doświadczenia z eksploatacją zmodernizowanych wozów tramwajowych w morawskiej Ostrawie skłoniły DPP ku przeprowadzeniu podobnych modernizacji, u których najważniejszą zmianą jest zastąpienie środkowego członu nowym, niskopodłogowym. Nowością była wymiana wyposażenia elektrycznego na nowsze, czego nie przeprowadzono w egzemplarzach brneńskich i ostrawskich.
W roku 2006 na wzór DPP podobne modernizacje postanowiło także przeprowadzić przedsiębiorstwo Plzeňské městské dopravní podniky.

## Modernizacja
Tramwaj KT8D5R.N2P jest zmodernizowany podobnie jak i inne wagony KT8D5. Najwyraźniejszą zmianą jest wymiana środkowego członu, w miejsce poprzedniego wysokopodłogowego zamontowano nowy, niskopodłogowy o wysokości podłogi 350 mm nad szyną, który wyprodukowała firma Krnovské opravny a strojírny (KOS) i PRAGOIMEX (do roku 2006 ČKD PRAGOIMEX) pod oznaczeniem ML8LF. Niskopodłogowa część jest połączona schodkami z pozostałymi członami (900 mm nad szyną, w miejscu przegubu 970 mm). Obydwa stare człony zostały zdemontowane i wyremontowano ich poszycie. Praskie tramwaje KT8D5R.N2P mają także w porównaniu do tych z Pilzna zakryte wózki i dach, co chroni wagon przed warunkami atmosferycznymi. Wnętrze, zarówno w praskich jak i brneńskich zostało gruntownie odnowione. Zamontowano plastikowe siedzenia w miejscu skórzanych, podłogę pokryto wykładziną antypoślizgową. Kabina motorniczego również uległa modernizacji, tradycyjny nastawnik jazdy zastąpiono ręcznym zadajnikiem nazwy. Nowością jest także instalacja systemu kamer (razem osiem kamer na zewnątrz i wewnątrz pojazdu), ich obraz jest widoczny w kabinie motorniczego na monitorze LCD. Zainstalowano również system informacji pasażerskiej.
Nowością była instalacja wyposażenia elektrycznego typu TV Progress od firmy Cegelec. Obydwa stare pantografy nożycowe zastąpiono nowymi, połówkowymi, wyprodukowanymi przez niemiecką firmę Stemmann. Praskie tramwaje KT8D5R.N2P charakteryzują się także nowymi halogenowymi reflektorami oraz zakrytymi wózkami.

## Eksploatacja tramwajów Tatra KT8D5R.N2P

### Pilzno
| Miasto | Artykuł | Typ        | Lata modernizacji | Ilość | Uwagi | Źródło |
| ------ | ------- | ---------- | ----------------- | ----- | ----- | ------ |
| Pilzno | artykuł | KT8D5R.N2P | 2006–2009         | 12    |       | [ 4 ]  |

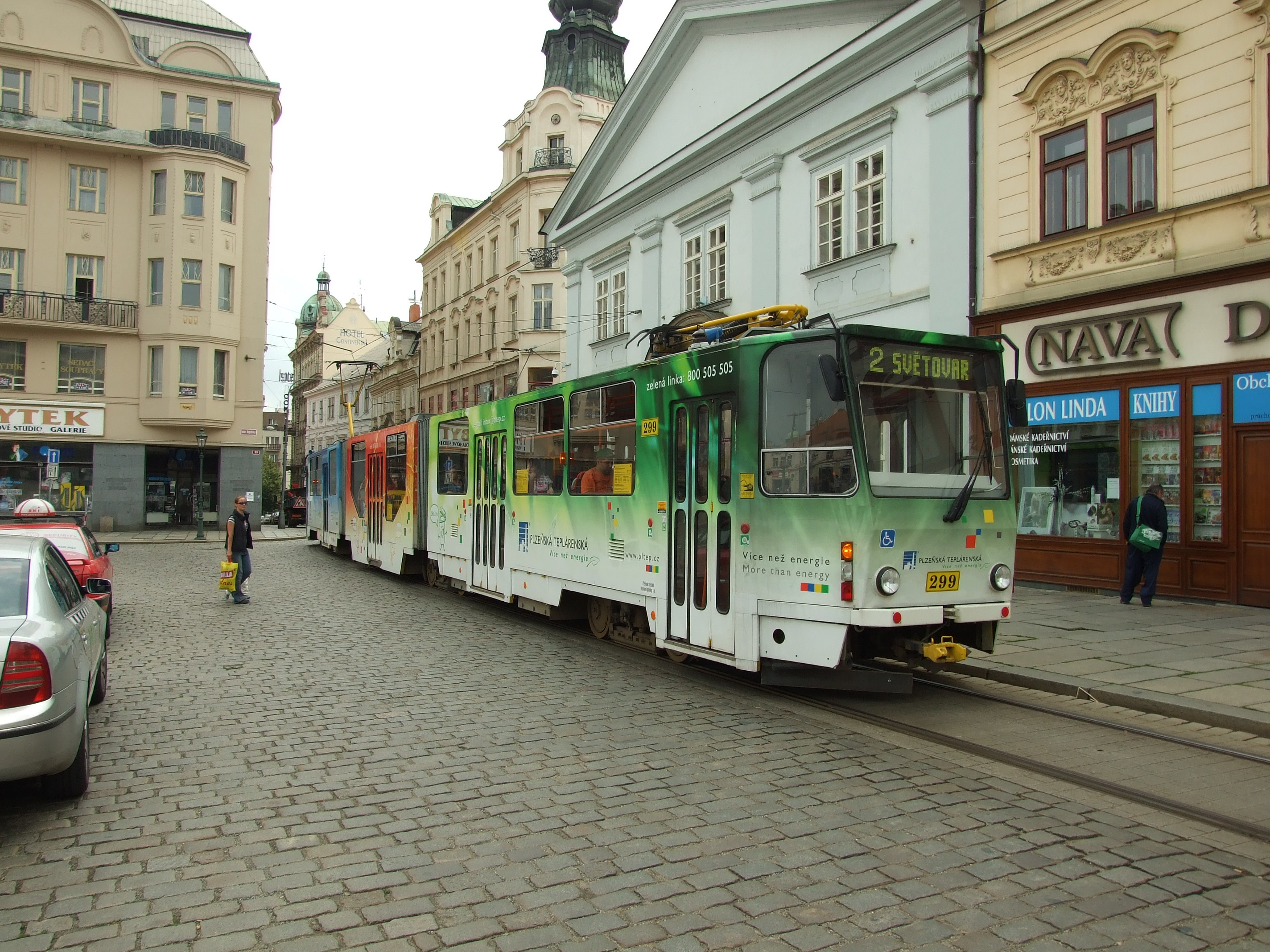
Tatra KT8D5R.N2P w Pilźnie

Plzeňské městské dopravní podniky przystąpiły do modernizacji swoich tramwajów KT8D5 jako ostatnie przedsiębiorstwo w Czechach. W 2006 r. wysłano do Krnova pierwszy wóz o numerze 297, do swojego rodzinnego miasta wrócił w 2007 r., natomiast do ruchu liniowego z pasażerami powrócił w czerwcu 2007 r. Jeszcze w tym samym roku zmodernizowano kolejne dwa wozy, w roku 2008 dwa a w roku 2009 aż siedem. Na dziś zmodernizowanych jest wszystkich 12 pilzneńskich tramwajów typu KT8D5.
Remonty pilzneńskich tramwajów typu KT8D5 przebiegały w warsztatach firmy KOS Krnov.

### Praga
| Miasto | Artykuł | Typ        | Lata modernizacji | Ilość | Uwagi | Źródło |
| ------ | ------- | ---------- | ----------------- | ----- | ----- | ------ |
| Praga  | artykuł | KT8D5R.N2P | od 2004           | 40    |       | [ 6 ]  |

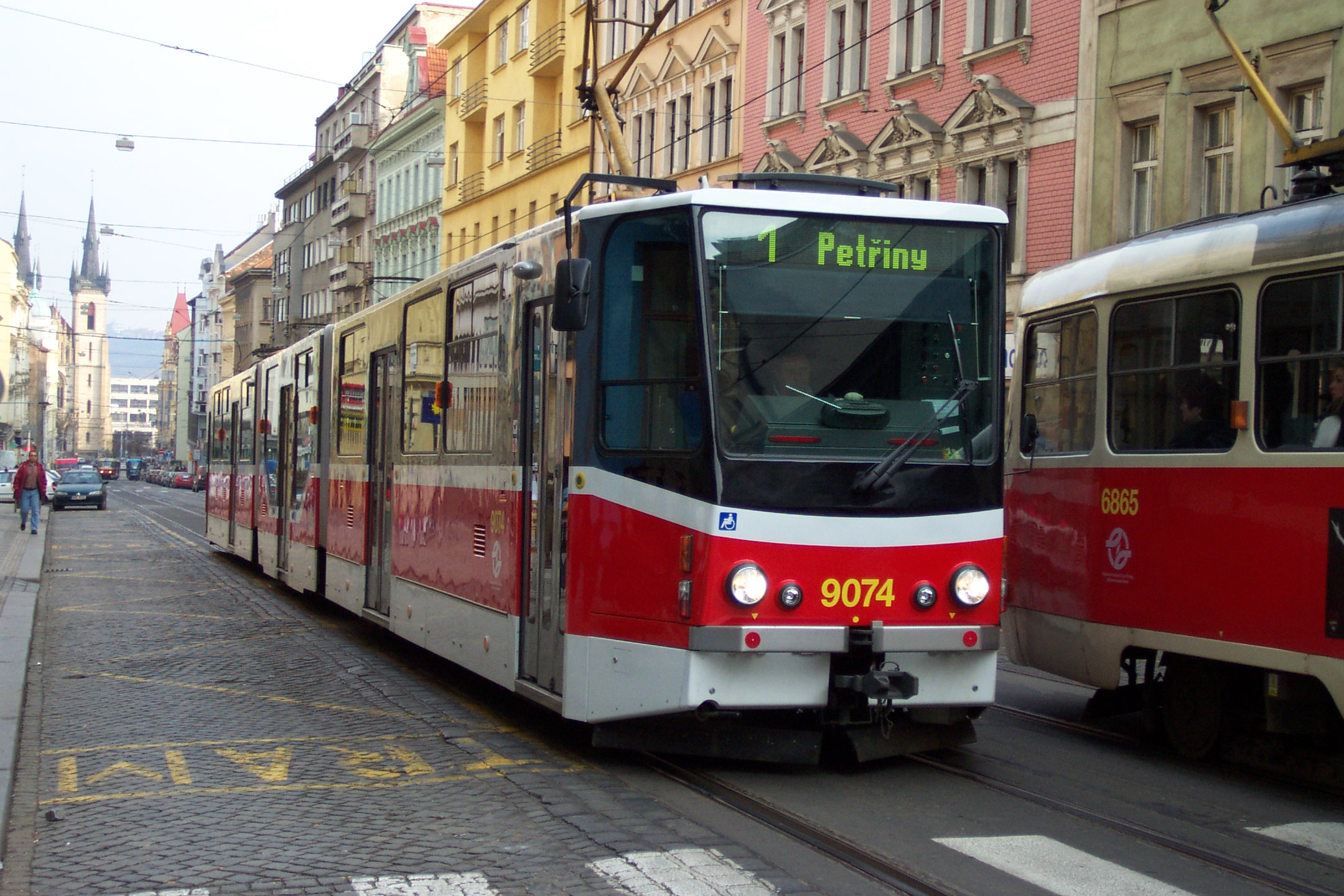
Praski tramwaj KT8D5R.N2P

Pierwszy praski tramwaj KT8D5R.N2P o numerze 9082 został zmodernizowany w latach 2004-2005, do Pragi dostarczono go w kwietniu 2005 r. Po długich jazdach próbnych został wprowadzony do regularnej eksploatacji we wrześniu tego samego roku. Dalsze wozy były remontowane zgodnie z planem 5 zmodernizowanych tramwajów na rok. W styczniu 2013 jeździło w Pradze 40 wozów KT8D5R.N2P, przy czym przy kolejnych trzech wozach KT8D5 przebiegał remont. Planuje się zmodernizowanie wszystkich 47 tramwajów KT8D5.
Charakterystyczną cechą praskich KT8D5R.N2P jest numer taborowy. Jest on inny od numeru, który miał wóz przed remontem, stary numer podwyższono o 50. Na przykład dawny KT8D5 o numerze 9024 ma po modernizacji na typ KT8D5R.N2P numer 9074.
Połowa wozów KT8D5R.N2P dla Pragi była remontowana w firmie Pars nova, drugą połowę modernizuje miejskie przedsiębiorstwo transportowe własnymi siłami we własnych warsztatach.